# Bleacher Bums (film 2002)
Bleacher Bums è un film del 2002 diretto da Saul Rubinek, uscito nelle sale italiane il 7 aprile 2003.